# Dalnokok ligája
A Dalnokok ligája 2003–2004-ben a TV2 műsorán levő zenés vetélkedő, ahol már elismert együttesek mérik össze tudásukat különböző, a szervezők által meghatározott műfajokban. A műsor elnevezése a Bajnokok ligája analógiára épít, mely szintén többfordulós vetélkedő a legkiválóbbak közt.

## A műsor története
A műsor 2003-ban indult a TV2-n, miután a gyártó, az IDEA a cannes-i tévés fesztiválon 2003 márciusában óriási sikereket ért el. A licencet, amely egyébként magyar, több külföldi televíziós csatorna is megvásárolta, például Ausztria, Németország és az Amerikai Egyesült Államok. A műsorról 2004-ben vették le. Két szériát ért meg egy A és egy B csoporttal, majd egy élő döntő adással. A folytatást a Megasztár indulása sodorta el.

## A műsor leírása
Zenés vetélkedő, ahol már elismert együttesek mérik össze tudásukat különböző, meghatározott műfajokban, ismert dallamokra írt új szövegekkel. Az eredeti dallamot és az új műfajt (mely különbözik a mérkőző együttesek megszokott stílusától) a kreatív stáb határozza meg. Mivel az egymástól távol álló műfajok nem összehasonlíthatók, a verseny alapszabálya, hogy senki nem játszhat a saját műfajában. 10 együttes 9 fordulón keresztül játszik körmérkőzéses bajnokságot, mint egy valódi futballigában. Egy adás egy forduló, vagyis 5 páros összecsapása. A párokba sorsolt szemben álló felek azonos kritériumok alapján oldanak meg zenei feladatokat, amelyek páronként különbözőek. A produkciókat egy 10 tagú zsűri elemzi, értékeli, és az ő szavazataik alapján alakul ki a mérkőzések végeredménye. Aki nyer, két pontot tudhat magáénak. Döntetlen esetén 1-1 pont jár mindkét párbajozónak. A végelszámolásban – mint a fociban – számít a zsűritől kapott pontok aránya is. A zsűri szavazatai alapján a legjobb három a döntőbe kerül, ezen felül a nézők is szavaznak a kedvencükre a szimpátiavonalon, ahol a legtöbb szavazatot kapó együttes bejuthat a döntőbe negyedikként. A műsor alapját és témáját a zenei produkciók alapozzák meg, de humorát, spontaneitását a zsűri élcelődő, vicces, párbeszédszerű, improvizatív értékelése adja. Az A és B csoportkörök után a 3-3 zsűri által ill. az 1-1 közönség által továbbjuttatott együttes egy döntőben mérkőzhet meg, amiben a 4. helyezett 500 ezer forint, a 3. helyezett 1 millió forint, a 2. helyezett 2 millió forint, a győztes pedig 3 millió forintot vihet haza.
Az elődöntőre május 13-án került sor, ekkor dőlt el, melyik az a négy együttes, akik a végső győzelem reményében mérkőznek majd meg május 15-én. A döntőben a négy együttes ABC sorrendben lépett fel, egy téma volt, de a stílust ők maguk határozhatták meg. Minden egyes kör után a zsűri értékelte a döntős produkciót, de nem az eddigi módon szavazott, hanem a négy produkció megtekintése után döntötte el, hogy melyik együttesre voksol, és a csapat nevét felmutatja egy táblán. Ez a szavazat a tíz állandó zsűritagtól érkezett, és minden zenekarnak – szavazatonként – 500 SMS-nyi szavazattal ért fel. A végleges döntés azonban a nézők kezében volt, akik a szimpátiavonalra irányuló hívásaikkal és SMS üzeneteikkel alakították ki a végső sorrendet.
A végén pedig díjátadó volt, hét kategóriában:
1. A dalnokok rizsája – legjobb dalszöveg.
2. A dalnokok királya – legjobb hangszerelés.
3. A dalnokok világa – legjobb színpadi kép.
4. A dalnokok riszája – legjobb koreográfia.
5. A dalnokok szikrája – legötletesebb produkció.
6. A dalnokok bikája – legjobb férfi mellékszereplő.
7. végül egy díjat szavaznak maguk a szereplők is, a legjobb zsűritagnak.

### A műsorvezetők
- Harsányi Levente
- Nyul Zsuzsa

### A zsűri
| Zsűritag                                 | A csoport      | B csoport      |
| ---------------------------------------- | -------------- | -------------- |
| Uj Péter, újságíró                       | 1-9            | 1-9            |
| Hegyi György, szövegíró                  | 1-9            | 1-9            |
| Nagy Feró, zenész                        | 1-9            | 1-9            |
| Kisvári Ferenc, zenész                   | 1-9            | 1-9            |
| Szabó Ágnes, dalszövegíró                | 1-6            | nem vett részt |
| Herczeg Zoltán, divattervező             | 1-9            | 1-9            |
| Oszvald Marika, operettcsillag           | 1-3, 9         | nem vett részt |
| Dr. Karizs Tamás, fotográfus, jogász     | 1, 3, 6, 9     | 2-3, 5(,7)     |
| Fekete László, a világ legerősebb embere | 1-6, 9         | 1-9            |
| Béres Zoltán, rádiós műsorvezető         | 2              | nem vett részt |
| Mitilineou Cleo, operaénekes             | 4-6            | 4; 8-9         |
| Forgács Gábor, parodista                 | 4-5, 8         | 1-9            |
| Bokor-Fekete Krisztina, dalszövegíró     | 7-9            | 1, 6-7         |
| Dorogi Barbara, musicalszłnésznő         | 7-8            | nem vett részt |
| Fábián László, öttusázó                  | 7              | nem vett részt |
| Növényi Norbert, birkózó                 | 7-8            | nem vett részt |
| Béres Alexandra, fitneszvilágbajnok      | nem vett részt | 1-9            |

A 10. zsűritag mindig egy ismert közéleti személyiség, ő határozza meg a témát is.
Amennyiben egy zsűritag úgy ítéli meg, hogy az adott produkció sértő valamilyen formában vagy maguk a zenekarok helytelenül viselkednek, esetleg az egyik zsűritársa sértett szabályt, sárga  ill. piros  lapot adhatnak. A zsűrielnök birtokában van egy síp a rendbontás megakadályozására.

### A résztvevők

#### A csoport
- Animal Cannibals
- Bon Bon
- Fiesta
- Groovehouse
- Hooligans
- Mary Zsuzsi
- MC Hawer és Tekknő
- Nox
- Romantic
- Szikora Robi és az R-GO Gidák

#### B csoport
- Baby Évi
- Dolly Roll
- 4U
- Fresh
- Inflagranti
- Kerozin
- Krisz Rudi
- Náksi vs. Brunner
- Operett Angyalai
- Sugarloaf

## Eredmények

### Az A csoport összefoglalója
| "Hazai"                                      | Eredmény | "Vendég"                              | Átírandó zene                          | Műfaj         | Téma                              | 10. zsűritag        |
| -------------------------------------------- | -------- | ------------------------------------- | -------------------------------------- | ------------- | --------------------------------- | ------------------- |
| Szikora Robi és az R-Go gidák Kergemarha kor | 5:5      | Groovehouse Gyűlölöm a pipihusit      | Las Ketchup Ketchup Song               | Heavy metal   | Kergemarhakór                     | Forrai Miklós       |
| Fiesta Zöld erdőben jártam                   | 2:8      | Nox Hímek és tojásaik                 | Csárdáskirálynő Jajj cica              | Country       | Hímestojás                        | Bódi Sylvi          |
| Hooligans Vaffanculo                         | 7:3      | Mary Zsuzsi Folyton remegjen a térded | Soltész Rezső Szóljon hangosan az ének | Techno        | Alul vagy felül?                  | Párkányi Évi        |
| Mc Hawer Domina power                        | 4:6      | Bon Bon Együtt lóg négy srác          | V'Moto-Rock Angyallány                 | Italo         | Mindenki egyért, egy mindenkiért! | Jakupcsek Gabriella |
| Animal Cannibals Bajnok dalnokok             | 5:5      | Romantic Micsoda fesztivál            | Beatrice Azok a boldog szép napok      | Rock and roll | Dalnokok ligája                   | Zavaczky Gábor      |

| "Hazai"                       | Eredmény | "Vendég"                                            | Átírandó zene               | Műfaj               | Téma                         | 10. zsűritag                           |
| ----------------------------- | -------- | --------------------------------------------------- | --------------------------- | ------------------- | ---------------------------- | -------------------------------------- |
| Groovehouse Felvonulók kérték | 6:4      | Hooligans Munkásököl, vasököl                       | Romantic Vágyom rád         | Mozgalmi dal        | Május 1                      | Lászlóné Bene Erzsébet, kiváló dolgozó |
| Romantic Gyötör a gond        | 8:2      | Bon Bon Kapsz egy pofon                             | Hernádi Judit Sohase mondd  | 70-es évek diszkója | Leütöm a parasztot           | Ács Péter                              |
| Mc Hawer Dög légy             | 5:5      | Nox Átkozódtam                                      | V-Tech Álmodoztam           | Punk                | Mitől döglik a légy?         | Kozsó                                  |
| Mary Zsuzsi Géza gyere        | 4:6      | Szikora Robi és az R-Go gidák Néha velem, néha vele | Lagzi Lajcsi Kék a szeme    | Latin               | Hányszor egy héten?          | Szinetár Dóra                          |
| Fiesta Ének a budoárban       | 6:4      | Animal Cannibals Csacska macska mocska              | Bery & Váczi Eszter Egyedül | Musical             | Ahová a király is gyalog jár | Komár László                           |

Sárga lapok:
- Fekete László adta a Hooligans-nek, mert nem figyeltek az értékelése alatt.

| "Hazai"                       | Eredmény | "Vendég"                                            | Átírandó zene                  | Műfaj      | Téma                           | 10. zsűritag       |
| ----------------------------- | -------- | --------------------------------------------------- | ------------------------------ | ---------- | ------------------------------ | ------------------ |
| Hooligans Reggae rege         | 6:4      | Szikora Robi és az R-Go gidák Haverok, buli, raszta | Exotic Trabant                 | Reggae     | Dobok egy hátast               | Komáromi Tibor     |
| Mary Zsuzsi Emi nem           | 4:6      | Fiesta Buenos Gettó                                 | A csitári hegyek alatt         | Rap        | A hét főbűn                    | Ganxsta Zolee      |
| Mc Hawer Hamburger lakoma     | 6:4      | Romantic Hallgat a palota                           | R-GO Ballag a katona           | Reneszánsz | Meghalt Mátyás, oda az igazság | Dr. Francsics Imre |
| Bon Bon Egyedülálló bomba nők | 5:5      | Nox Szingli tangli dal                              | Bikini Mielőtt végleg elmegyek | Szintipop  | Szimpi-e a szingli nő?         | Sáringer Károly    |
| Groovehouse Nagycsaládos raj  | 5:5      | Animal Cannibals Gömbölyű lány                      | P. Mobil Kétforintos dal       | Mulatós    | Mit hozott a gólya?            | Szandi             |

| "Hazai"                                  | Eredmény | "Vendég"                                               | Átírandó zene                 | Műfaj              | Téma                    | 10. zsűritag    |
| ---------------------------------------- | -------- | ------------------------------------------------------ | ----------------------------- | ------------------ | ----------------------- | --------------- |
| Romantic Viagara                         | 4:6      | Hooligans Kislány, ne szaladj el                       | Szandi Kislány kezeket fel    | Funky              | Korlátok nélkül         | Guczoghy György |
| Fiesta Csélcsap csúnya lány              | 5:5      | Groovehouse Kék-zöld asszony                           | TNT Bolond aki sír...!        | 60-as évek beat-je | Az asszony ingatag      | Pintér Tibor    |
| Nox Das csali bombázó                    | 5:5      | Mary Zsuzsi Csali Zsuzsi                               | Császár Előd Tiltott szerelem | Sramli             | Milyen a jó csali?      | Orbán József    |
| Mc Hawer Kox klub                        | 6:4      | Szikora Robi és az R-Go gidák 7 méterről is meg nem is | United Keserű méz             | Ír népzene         | Hét méterről betalálok  | Farkas Ági      |
| Animal Cannibals Zorro! Vizet a kopaszra | 4:6      | Bon Bon Latin tarnevál                                 | Demjén Ferenc Iskolatáska     | Latin              | Forró vizet a kopaszra! | Pataky Attila   |

| "Hazai"                                  | Eredmény | "Vendég"                           | Átírandó zene                       | Műfaj         | Téma               | 10. zsűritag      |
| ---------------------------------------- | -------- | ---------------------------------- | ----------------------------------- | ------------- | ------------------ | ----------------- |
| Mary Zsuzsi Üstbe ment terv              | 7:3      | Romantic Fő a nő                   | Animals Cannibals Takarítónő        | Afrikai zene  | Egészséges erotika | Bíró Ica          |
| Mc Hawer Moby Dick                       | 1:9      | Fiesta Hasta la heavysta           | A nagy ho-ho horgász                | Heavy metal   | Be vagyok oltva    | Csere László      |
| Animal Cannibals Paff a hűvös zárkán     | 1:9      | Hooligans A jó, a rossz és a Csipa | Fiesta Hasta Montana                | Country       | Rácsok mögött      | David Merlini     |
| Szikora Robi és az R-Go gidák Nekem nyóc | 5:5      | Bon Bon Szereld a testem           | Baby Sisters Szeresd a testem, baby | Rap           | Vészhelyzet        | Lehoczki László   |
| Groovehouse Szerintem Béla               | 3:7      | Nox Ágyvihar                       | Cher Dov'e L'Amore                  | Rock and roll | Agyvihar           | Dr. Domján László |

Sárga lapok:
- Harsányi levente adta Gundel Takács Gábornak, mert "övön aluli támadást indított Cleo ellen".
- Nagy Feró adta a Hooligans-nek, a zsűri elnökét bűnöző família leszármazottjaként állították be a plakátjukon.

| "Hazai"                                             | Eredmény | "Vendég"                    | Átírandó zene                          | Műfaj      | Téma                                  | 10. zsűritag |
| --------------------------------------------------- | -------- | --------------------------- | -------------------------------------- | ---------- | ------------------------------------- | ------------ |
| Mc Hawer A kis hawver és ha megnő                   | 1:9      | Hooligans Nudi buli         | Kovács Eszti Eperfagyi                 | Latin      | A meztelen igazság                    | Bognár Évi   |
| Szikora Robi és az R-Go gidák Ki fizeti a Rave-észt | 6:4      | Romantic Brooklyn bank      | Psota Irén Tibi – tangó                | Techno     | Ami elment a vámon, visszajön a réven | Sipos Jenő   |
| Mary Zsuzsi Éljen Mary Hendrix                      | 2:8      | Groovehouse Black Box blues | Csillagok, csillagok                   | Blues      | Mit rejt a fekete doboz?              | Ungár Anikó  |
| Nox Tánc, dalnok, fesztivál                         | 7:3      | Animal Cannibals Nyali fali | Skorpió Azt beszéli már az egész város | Tánczene   | Tini szerelem                         | Dobrády Ákos |
| Fiesta Tehervonat                                   | 1:9      | Bon bon Hej, rugó rigó      | Demjén Ferenc Mikor elindul a vonat    | Cigányzene | Hogyan védekezzen egy nő?             | Görbe Nóra   |

| "Hazai"                  | Eredmény | "Vendég"                                | Átírandó zene                | Műfaj          | Téma             | 10. zsűritag    |
| ------------------------ | -------- | --------------------------------------- | ---------------------------- | -------------- | ---------------- | --------------- |
| Nox Lady Parmezán        | 4:6      | Szikora Robi és az R-Go gidák Soulárium | Szűcs Judith Táncolj még     | Soul           | Csőre töltve     | Csank János     |
| Mary Zsuzsi Big mother   | 0:10     | Animal Cannibals Én, a lemezleovas      | Guantanamera                 | Funky          | Három kívánság   | Dévényi Tibor   |
| Romantic Marica gróf     | 4:6      | Fiesta Mágnás kártya                    | Dolly Roll Elpattant egy húr | Operett        | Parázok          | Kalocsai Zsuzsa |
| Groovehouse Jégig érő fű | 0:10     | Mc Hawer IQ light                       | Hooligans Tartson örökké     | Reggae         | A tudás hatalom! | Omicron         |
| Bon Bon Zastava vista    | 3:7      | Hooligans Forró cél                     | Groovehouse Hajnal           | Balkán népzene | Dugó             | Delhusa Gjon    |

| "Hazai"                                         | Eredmény | "Vendég"                            | Átírandó zene                                | Műfaj             | Téma                  | 10. zsűritag                                   |
| ----------------------------------------------- | -------- | ----------------------------------- | -------------------------------------------- | ----------------- | --------------------- | ---------------------------------------------- |
| Hooligans Az otthon melege                      | 6:4      | Fiesta Vasárnapa                    | Dupla Kávé Se veled, se nélküled             | 70-es évek diszkó | Apák napja            | Vujity Tvrtko                                  |
| Mary Zsuzsi Sehova tanúi                        | 6:4      | Mc Hawer Oroszlánybarlang           | Zanzibar Szólj már                           | Aluljáró zene     | Apu, hogy megy be?    | Boros Lajos                                    |
| Szikora Robi és az R-Go gidák Békegalambos Loui | 8:2      | Animal Cannibals Jazzpresszionizmus | Pa-Dö-Dő Bye, bye Szása                      | Jazz              | Szeret, nem szeret?   | Csepregi Éva                                   |
| Romantic Férjre léptem                          | 3:7      | Nox Noxferatu                       | Carpe Diem Álomhajó                          | Heavy metal       | Micsoda éjszaka volt! | Kiszel Tünde                                   |
| Groovehouse Mennyországút                       | 5:5      | Bon Bon Bensőséges fohász           | Zámbó Jimmy Egy jó asszony mindent megbocsát | Gospel            | Szabad jelzés         | Horváth Pál, a Rádió Taxi ügyvezető-igazgatója |

| "Hazai"                             | Eredmény | "Vendég"                                         | Átírandó zene                          | Műfaj                | Téma                            | 10. zsűritag     |
| ----------------------------------- | -------- | ------------------------------------------------ | -------------------------------------- | -------------------- | ------------------------------- | ---------------- |
| Groovehouse Szúrva szól a hatlövetű | 1:9      | Romantic Önkéntes szűzoltó                       | AD Studió Páratlan páros               | Country              | Ne játssz a tűzzel!             | Romanek Róbert   |
| Mary Zsuzsi BKV tangó               | 3:7      | Bon Bon Tingli tangó                             | Volly IstvánSzáz forintnak 50 a fele   | Tangó                | Türelmi zóna                    | Navarrete József |
| Fiesta Közvetlen ajánlat            | 0:10     | Szikora Robi és az R-Go gidák Hamvadók rangadója | VIP Keresem a lányt                    | Tánczene             | Ügynökök kíméljenek!            | Náray Erika      |
| Hooligans Nyelvórák                 | 4:6      | Nox Zsűrizéshez szól a nóta                      | Kiss Manyi Jaj, de jó a habos sütemény | Cigányzene           | Nyelvérzék                      | Gianni           |
| Mc Hawer Búcsú dal                  | 5:5      | Animal Cannibals Szavaztok, techno testvérek     | Bon Bon Valami Amerika                 | 80-as évek szintipop | Öntsünk tiszta vizet a pohárba! | Hajós András     |

Sárga lapok:
- Nagy Feró adta produkció közben Mary Zsuzsinak, mert bajuszletépést lebegtetett a dalszövegben

#### Az A csoport végeredménye
| Zenekar                       | Mérkőzés | Győzelem | Döntetlen | Vereség | Szerzett gól | Kapott gól | Pontszám |
| ----------------------------- | -------- | -------- | --------- | ------- | ------------ | ---------- | -------- |
| Hooligans                     | 9        | 7        | -         | 2       | 58           | 32         | 21       |
| NOX                           | 9        | 5        | 3         | 1       | 54           | 36         | 18       |
| Szikora Robi és az R-Go gidák | 9        | 5        | 2         | 2       | 54           | 36         | 17       |
| Bon Bon                       | 9        | 4        | 3         | 2       | 48           | 42         | 15       |
| Fiesta                        | 9        | 4        | 1         | 4       | 39           | 51         | 13       |
| MC Hawer                      | 9        | 3        | 2         | 4       | 42           | 48         | 11       |
| Groovehouse                   | 9        | 2        | 4         | 3       | 40           | 50         | 10       |
| Romantic                      | 9        | 2        | 1         | 6       | 42           | 48         | 7        |
| Mary Zsuzsi                   | 9        | 2        | 1         | 6       | 34           | 56         | 7        |
| Animal Cannibals              | 9        | 1        | 3         | 5       | 39           | 51         | 6        |

### A B csoport összefoglalója
| "Hazai"                   | Eredmény | "Vendég"                                            | Átírandó zene                       | Műfaj         | Téma                  | 10. zsűritag        |
| ------------------------- | -------- | --------------------------------------------------- | ----------------------------------- | ------------- | --------------------- | ------------------- |
| Sugarloaf Macskanyelv     | 8:2      | Fresh Macska – Egér 9:1                             | Bob Dylan Knockin' On Heaven's Door | Latin         | A macska kilenc élete | Gregor Bernadett    |
| Dolly Roll Oh, háj! Oh!   | 2:8      | Évi Bridget csont koplalója                         | Ohio                                | Funky         | Diéta                 | Bárdosi Sándor      |
| Kerozin Vodka-parancs     | 1:9      | Operett Angyalai Necc Barisnyák                     | R-GO Bombázó                        | Orosz népzene | A pénz nem boldogít   | Szarvas László      |
| Inflagranti Bácsi keringő | 6:4      | Náksi vs. Brunner feat. Myrtill Lotto von Trendedli | Táncolj Cigánylány                  | Keringő       | A szerencse forgandó  | Dr. Csötönyi Sándor |
| 4U Karóval jöttem         | 2:8      | Krisz Rudi Lyukasóra                                | Hosszú fekete haj                   | Glam Rock     | Ellenőrző             | Gór Nagy Mária      |

| "Hazai"                                           | Eredmény | "Vendég"                        | Átírandó zene                   | Műfaj                   | Téma                        | 10. zsűritag     |
| ------------------------------------------------- | -------- | ------------------------------- | ------------------------------- | ----------------------- | --------------------------- | ---------------- |
| Fresh Nyulam, bocsá'!                             | 5:5      | Évi Több, mint Jenő             | Mese                            | Soul                    | Házinyúlra nem lövünk!      | Zoltán Erika     |
| Dolly Roll Kanalazene                             | 3:7      | Sugarloaf Algebragga 2.         | Náksi vs. Brunner Gyere velem   | XIX. századi kamarazene | Mátrix                      | Mérő László      |
| Náksi vs. Brunner feat. Myrtill Budapest punkrádé | 3:7      | Operett Angyalai Kék kómás para | 100 Folk Celsius Három kívánság | Punk                    | Kockázatok és mellékhatások | Bródy János      |
| Kerozin Cenzúra, cenzúra, engedj be!              | 6:4      | Krisz Rudi Cukrosnéni           | Inflagranti Bármit megtennék    | Gyerekdal               | Mézesmadzag                 | Szamos Gabriella |
| 4U Majmok bolygója                                | 6:4      | Inflagranti Gye-rapszáj         | Beatrice 8 óra munka            | Rap                     | Emberré válás               | Gyarmati Andrea  |

Sárgalapok:
- Kisvári Ferenc kapta Nagy Ferótól a sok elcsépelt szóviccért.

| "Hazai"                                 | Eredmény | "Vendég"                                       | Átírandó zene                           | Műfaj               | Téma                     | 10. zsűritag         |
| --------------------------------------- | -------- | ---------------------------------------------- | --------------------------------------- | ------------------- | ------------------------ | -------------------- |
| Operett Angyalai Dizsi után a takarítás | 4:6      | Sugarloaf Hungarotthon                         | Bon-Bon Köszönöm, hogy vagy nekem       | 70-es évek diszkója | Tiszta udvar, rendes ház | Lengyel Attila       |
| Dolly Roll 2-in-1 sanzon                | 8:2      | Fresh Bárométer                                | Boney M. Rasputin                       | Sanzon              | Az érem két oldala       | Csollány Szilveszter |
| Krisz Rudi Szumo-summárum               | 4:6      | Inflagranti Athos, Carlos, Bosporus            | 4U Süket a telefon                      | Keleti népzene      | Szintén zenész?          | Novai Gábor          |
| Évi Gyilko-ska                          | 8:2      | Náksi vs. Brunner feat. Myrtill Pár-skapcsolat | Hot Jazz Band A bankban nincsen betétem | Ska                 | A nemek harca            | Oroszlán Szonja      |
| Kerozin Brekk and roll                  | 6:4      | 4U Verőlegények                                | V-Tech Ének az esőben                   | Rock'n roll         | Egy csók és más semmi    | Fenyő Miklós         |

| "Hazai"                                    | Eredmény | "Vendég"                   | Átírandó zene               | Műfaj               | Téma                             | 10. zsűritag     |
| ------------------------------------------ | -------- | -------------------------- | --------------------------- | ------------------- | -------------------------------- | ---------------- |
| Operett Angyalai Kozsonet a boldog évekért | 4:6      | Évi Sráczgyár              | Dolly Roll Modern románc    | Fiúcsapatzene       | Eső után köpönyeg                | Németh Lajos     |
| Náksi vs. Brunner feat. Myrtill Rabbimobil | 4:6      | 4U Shalomzenekar           | Madonna Like a virgin       | Klezmer             | Kamikaze                         | Bessenyei Péter  |
| Krisz Rudi Gépszabadság                    | 6:4      | Dolly Roll Újhullám-szörny | Groovehouse Vándor          | 80-as évek new wave | A pokol kapuja                   | Lui Padre        |
| Fresh A hangpostás mindig kétszer csenget  | 2:8      | Inflagranti Kirakósjáték   | Romantic Szeretem őt        | Acid jazz           | Önnek egy új üzenete érkezett... | István Dániel    |
| Sugarloaf Vagy ő?                          | 8:2      | Kerozin Szuperbudi         | Marc Anthony I need to know | Mulatós             | Aki bújt, aki nem.               | Temesvári Andrea |

| "Hazai"                            | Eredmény | "Vendég"                                    | Átírandó zene         | Műfaj          | Téma                            | 10. zsűritag   |
| ---------------------------------- | -------- | ------------------------------------------- | --------------------- | -------------- | ------------------------------- | -------------- |
| Krisz Rudi Harlekínos              | 2:8      | Operett Angyalai Szappanoperett             | Hej Dunáról...        | Latin          | Értem a tréfát, de nem szeretem | Nacsa Olivér   |
| Kerozin Ütött a Dóra!              | 3:7      | Évi Nagyot ütött az orra                    | Unique Csillagtenger  | Magyar népzene | Ütött az óra                    | Till Attila    |
| Fresh Kiss-szolgáltatva            | 2:8      | Náksi vs. Brunner feat. Myrtill Heavy medál | Gipsy Kings Baila Me  | Metal          | Kétéltű ember                   | Bartók János   |
| 4U Így ír-tok ti!                  | 3:7      | Dolly Roll Írtó ciki                        | Boney M. Bahama mama  | Ír népzene     | Gáz, gagyi, ciki                | Albert Györgyi |
| Inflagranti Rémség és a szörnyeteg | 6:4      | Sugarloaf Intuícióz                         | United Hófehér jaguár | Musical        | A hatodik érzék                 | Szatmári Orsi  |

| "Hazai"                                         | Eredmény | "Vendég"                   | Átírandó zene                     | Műfaj        | Téma                  | 10. zsűritag  |
| ----------------------------------------------- | -------- | -------------------------- | --------------------------------- | ------------ | --------------------- | ------------- |
| Náksi vs. Brunner feat. Myrtill Hajnáksi ügynök | 3:7      | Kerozin Iti, a házonkívüli | Csárdáskirálynő Hajmási Péter     | Funky        | Idegenek közöttünk    | Bognár Tamás  |
| Operett Angyalai Minimaszk                      | 8:2      | 4U Totemre hívás           | Boney M. Daddy Cool               | Country      | Szerva itt, csere ott | Gergely Gábor |
| Inflagranti Talpalávaló                         | 2:8      | Dolly Roll Ballépés        | Zanzibár Szerelemről szó sem volt | Katonainduló | A téma az utcán hever | Hadas Kriszta |
| Sugarloaf Rap-per                               | 7:3      | Évi Girlkori               | Az a szép...                      | Rap          | Ásó, kapa, nagyharang | Pachman Péter |
| Krisz Rudi Aha Lujza                            | 0:10     | Fresh Boxwald Marika       | A-ha Take on me                   | Operett      | Kiütés                | Pesuth Rita   |

| "Hazai"                                     | Eredmény | "Vendég"                           | Átírandó zene               | Műfaj                              | Téma                          | 10. zsűritag     |
| ------------------------------------------- | -------- | ---------------------------------- | --------------------------- | ---------------------------------- | ----------------------------- | ---------------- |
| Inflagranti Bilincs, apám!                  | 0:10     | Operett Angyalai Ballon panoptikum | Alphaville Big in Japan     | R'n'B                              | Hogy néz ki Columbo felesége? | Gaál Noémi       |
| Évi Halva Gino                              | 2:8      | Krisz Rudi Táncdaráló fesztivál    | Fiesta Bonita               | Külföldi tánczene                  | Túl a csúcson                 | Karda Beáta      |
| Fresh Józsi, a király                       | 5:5      | 4U Bárdal bárddal                  | Roy&Ádám Trambulin          | Rockopera                          | Záróra                        | Csizmadia Gergő  |
| Kerozin Autósthol a házba                   | 4:6      | Dolly Roll Jávorról, Karádyroll    | TNT Nem jön álom a szemembe | 30-as – 40-es évek magyar filmzene | Ha jó, ha nem jó              | Pulai Imre       |
| Náksi vs. Brunner feat. Myrtill Dixie Jocky | 1:9      | Sugarloaf Haldoklók Ligája         | Erdő szélén sátoroznak...   | Dixieland                          | Tíz kicsi zsűritag            | Dr. Karizs Tamás |

| "Hazai"                   | Eredmény | "Vendég"                                  | Átírandó zene               | Műfaj     | Téma                 | 10. zsűritag  |
| ------------------------- | -------- | ----------------------------------------- | --------------------------- | --------- | -------------------- | ------------- |
| Évi Eres a testem, baby!  | 1:9      | 4U Papodalmas                             | A börtön ablakában          | Gregorián | Fent vagyok a listán | Kamarás Iván  |
| Fresh Mi lécci, ma lécci  | 9:1      | Operett Angyalai Aerobikus szolgáltatás   | Kozmix Úgy várom a reggelt  | Eurodisco | Sír a telefon        | Koós János    |
| Dolly Roll Beach-i Richie | 4:6      | Náksi vs. Brunner feat. Myrtill DJ pultos | Kerozin Halál a májra       | Karibi    | Mi kell a nőnek?     | Epres Panni   |
| Krisz Rudi Kómai vakáció  | 6:4      | Sugarloaf Hunny-bunnirvana                | The Beatles Twist and shout | Grunge    | Kóma                 | Konta Barbara |
| Inflagranti Cipőficam     | 3:7      | Kerozin Fing-swing                        | KFT Afrika                  | Swing     | Illik, nem illik     | Lajtai Kati   |

| "Hazai"                                            | Eredmény | "Vendég"                            | Átírandó zene                     | Műfaj                              | Téma                | 10. zsűritag                  |
| -------------------------------------------------- | -------- | ----------------------------------- | --------------------------------- | ---------------------------------- | ------------------- | ----------------------------- |
| Fresh Nercemberkék                                 | 4:6      | Kerozin Mi kulás, Mikulás?          | Gyöngy Pál Kalapom-pom-pom        | Karácsonyi ének                    | Mégis bunda a bunda | Arnold Schwarzenegger (Steve) |
| Náksi vs. Brunner feat. Myrtill Görkori Girl-Rocky | 4:6      | Krisz Rudi Szia, szia Hungária!     | United Hajnalban még a Nap is más | Rock and Roll                      | Tele a puttonyom    | Mikulás                       |
| Sugarloaf Club szennyvicc                          | 6:4      | 4U Party zombi                      | Enrique Iglesias Bailamos         | Techno                             | Mese habbal         | Görög Zita                    |
| Inflagranti Tinta Bandi                            | 5:5      | Évi Csárdás Rozi                    | TNT Titkos üzenet                 | Mulatós                            | A dalnokok hibája   | Mary Zsuzsi                   |
| Dolly Roll Bort, búzát, békességet!                | 0:10     | Operett Angyalai Hány dal szólt...? | Ludwig van Beethoven Örömóda      | Napjaink kereskedelmi rádióslágere | Már kapható         | Benda Gergő                   |

#### A B csoport végeredménye
| Zenekar                        | Mérkőzés | Győzelem | Döntetlen | Vereség | Szerzett gól | Kapott gól | Pontszám |
| ------------------------------ | -------- | -------- | --------- | ------- | ------------ | ---------- | -------- |
| Sugarloaf                      | 9        | 7        | -         | 2       | 59           | 31         | 21       |
| Operett Angyalai               | 9        | 6        | -         | 3       | 61           | 29         | 18       |
| Krisz Rudi                     | 9        | 5        | -         | 4       | 44           | 46         | 15       |
| Kerozin                        | 9        | 5        | -         | 4       | 42           | 48         | 15       |
| Évi                            | 9        | 4        | 2         | 3       | 45           | 45         | 14       |
| Inflagranti                    | 9        | 4        | 1         | 4       | 40           | 50         | 13       |
| Dolly Roll                     | 9        | 4        | -         | 5       | 42           | 48         | 12       |
| 4U                             | 9        | 3        | 1         | 5       | 41           | 49         | 10       |
| Fresh                          | 9        | 2        | 2         | 5       | 41           | 49         | 8        |
| Náksi vs. Brunner feat Myrtill | 9        | 2        | -         | 7       | 35           | 55         | 6        |

### Az elődöntő összefoglalója
| "Hazai"                   | Eredmény | "Vendég"                                           | Átírandó zene                         | Műfaj   | Téma                                 | 10. zsűritag  |
| ------------------------- | -------- | -------------------------------------------------- | ------------------------------------- | ------- | ------------------------------------ | ------------- |
| Sugarloaf Barni-vity      | ←        | Fiesta Bemondom a Funk-ot!                         | Opus Life is Life                     | Funky   | Mondjam vagy mutassam                | Szulák Andrea |
| Nox Gén Kelly             | ←        | Krisz Rudi Tuc-tucatzene                           | Frank Sinatra I'm singing in the rain | Techno  | Senki sem játszhat a saját műfajában | Forgács Gábor |
| Operett Angyalai Umcazene | →        | Szikora Robi és az R-Go gidák Elhúzom a nótátokat! | Michael Jackson Billy Jean            | Mulatós | Mérlegen a lakosság!                 | Sváby András  |
| Hooligans Kár & B         | ←        | Évi Mellbevágó hírek                               | The Rasmus In the Shadows             | R'n'B   | Jó estét Magyarország!               | Bárdos András |

### A döntő összefoglalója
| Zenekar                                               | Eredmény | Átírt zene                          | Műfaj        | Téma                                       |
| ----------------------------------------------------- | -------- | ----------------------------------- | ------------ | ------------------------------------------ |
| Hooligans Nem lehet baj                               | 2. hely  | Patrick Hernandez Born to be alive  | Swing        | Mindent megteszek, hogy én legyek az első! |
| Nox A mindent eldöntő                                 | 1. hely  | Bonnie Tyler Holding out for a hero | Vegyes műfaj | Mindent megteszek, hogy én legyek az első! |
| Sugarloaf Nincs több felvonás                         | 4. hely  | The Weather Girls It's rainnig man  | Musical      | Mindent megteszek, hogy én legyek az első! |
| Szikora Robi és az R-Go gidák A mindent eldöntő döntő | 3. hely  | Gloria Glaynor I will survive       | Vegyes műfaj | Mindent megteszek, hogy én legyek az első! |